# Tragia tenuifolia
Tragia tenuifolia är en törelväxtart som beskrevs av George Bentham. Tragia tenuifolia ingår i släktet Tragia och familjen törelväxter. Inga underarter finns listade i Catalogue of Life.